# Средства массовой информации Иркутска
Передача телевизионных и радиовещательных сигналов обеспечивается филиалом РТРС — «Иркутский ОРТПЦ» (башня 192 м), медиахолдингом «АС Байкал ТВ» (башня 150 м) обанкротилась, корпорацией Автос (башня 60 м) и компанией Радиомир. Вещание телеканалов и радиостанций осуществляется в аналоговом и в цифровом формате.
Местное телевидение представлено эфирным телеканалом НТС (доступен также в качестве «22 кнопки» в кабельных сетях), неэфирным телеканалом АИСТ («21 кнопка»), а также местными врезками государственной телерадиокомпании «Иркутск» в эфире цифровых телеканалов Россия-1 и Россия-24.
В радиоэфире доступна единственная местная круглосуточная радиостанция - MCM, а также множество федеральных радиоканалов, работающих по модели сетевого партнёрства и имеющих региональные врезки в эфире.

## История
5 октября 1930 года из состава Управления связи в самостоятельную организацию для обслуживания и развития объектов радиовещания, радиосвязи и радиофикации был выделен Иркутский радиоцентр.
В 1931 году начал работу 15-киловатный передатчик на радиостанции № 5. Передатчик транслировал программы центрального вещания, материалы газет. Радиостанция № 5 (Иркутск) и приёмная радиостанцией № 4 (село Куда) обеспечивали внутриобластную радиосвязь.
В 1944 году приняты в эксплуатацию радиостанция № 1 и радиостанция № 2. Иркутский радиоцентр становится пунктом ретрансляции КВ радиосвязей между Москвой и Дальним Востоком.
В 1956 году было начато строительство Иркутского телецентра.
Телевидение в Иркутске начало работу с 31 декабря 1957 года. Фильм «Карнавальная ночь» стал первой телепередачей и символом старта телевизионного вещания в Иркутской области. В то время телевизионные передачи могли смотреть жители Иркутска и близлежащих населённых пунктов в радиусе 60-70 км. После новогодней ночи телевидение приостановило работу —  Иркутский телецентр в этот период продолжал установку и настройку необходимого оборудования. Полноценное вещание возобновлено в феврале 1958 года. Для демонстрации фильмов в первый год работы было отведено 495 часов, своими силами было предусмотрено сделать 100 студийных часов и 45 внестудийных передач, несмотря на то, что у иркутского ТВ не было ещё ни передвижной телевизионной станции, ни собственного кинокомплекса для обработки и монтажа кинопленки. Первоначально вещание проводилось исключительно в прямом эфире — телецентр не имел записывающей аппаратуры.
В 1962 году в Иркутске началось радиовещание в УКВ-диапазоне.
В 1965 году в Иркутске была построена первая станция «Орбита», что позволило транслировать программы центрального телевидения. Сперва транслировалась только I программа, а уже в 1970 году началось вещание II программы ЦТ СССР.
С 1972 года началось цветное вещание.
В 1987 году появилась возможность перегона программ через спутник из Иркутска в Москву. Впервые это было сделано для передачи сюжетов об автопробеге «Кэмел-трофи», который проходил и по территории Иркутской области.
В октябре 1988 года началась трансляция III ТВ программы в Иркутске. Был организован первый коммерческий телеканал в Иркутской области. С августа 1990 года на его частоте под названием «Видеоканал» (с 1992 года — АИСТ) запущено вещание первой негосударственной телекомпании Сибирь. В 1991 году на канале появляется информационная программа «Сей Час».
В 1991 году в Шелехове была основана независимая телерадиокомпания «АС Байкал ТВ», которая в том же году запустила вещание радиостанции «Европа Плюс Байкал». В 1992 году «АС Байкал ТВ» одной из первых в России получила лицензию на телевещание. Вещание программ осуществлялось из Шелехова. В 1994 году телерадиокомпания начала выпуск собственных новостей. Позже компания стал крупным медиахолдингом, транслирующим множество телеканалов и радиостанций.
В 1992 году начинает работу первая самостоятельная радиостанция Иркутска — «Волна Байкала».
В апреле 1996 года в радиоэфир Ангарск а выходит радио Автос (с 2014 года — радио Fresh), вскоре появившееся в Иркутске.
С 1997 года запущено вещание 1 ТВК; эфир состоял из ретрансляции канала РТР без местных вставок. В 2002 году запускается собственный канал Иркутской ГТРК — ТВ-1. Несколько месяцев его эфир программировался силами иркутской телекомпании, продолжая транслировать эфир телеканала «Россия-1» без местных вставок, но вскоре он был преобразован в спортивный канал и начал ретрансляцию 7ТВ. ТВ-1 показывал в том числе и матчи иркутской хоккейной команды «Сибскана».
В 1998 году с собственной телевышки организовано вещание учебно-образовательного канала ИрГТУ — ТВ-23. Он ретранслировал каналы Прометей АСТ и Школьник-TV.
В 1999 году на 21 канале запущено вещание канала «ТВ-6 Москва», а в июле 2000 года на этой частоте начинает работу ещё одна независимая телекомпания — СТВ, с декабря 2002 года переименованная в «Город». Она стала телеканалом, чей ориентир направлен исключительно на жизнь Иркутска.
С 2001 года в Иркутске начинает вещание телеканал Муз-ТВ, в 2002 году его партнёром на 39 ТВК становится телекомпания АИСТ: на канале появляются местные программы. Вскоре вместо АИСТа вещание канала «Муз-ТВ Иркутск» переходит к медиахолдингу «АС Байкал ТВ».
В 2002 году для производства программ политической направленности создаётся телекомпания «Ангара», выходящая в эфир 6 канала «АС Байкал ТВ». Через год она преобразована в самостоятельный телеканал НТС, который с 1 января 2020 года перешёл на круглосуточное вещание.
В 2003 году совместно с началось вещание познавательного телеканала Пионер, транслирующего Rambler Телесеть и производящего собственные программы.
В декабре 2004 года АИСТ отказался от сетевого партнёрства с Ren-TV и начал собственное 24-часовое вещание. До 31 декабря 2019 года АИСТ оставался единственным иркутским круглосуточным каналом. С 2017 года получил статус общедоступного регионального канала («21 кнопка» для кабельных операторов области).
С 2005 года иркутское телевещание стало сокращаться: в этом году прекратил вещание ТВ-1, была продана и закрыта телекомпания «Пионер»; с 2006-2007 гг. «АС Байкал ТВ» начал прекращать вещание в эфире большинства своих партнёров (НТВ, ТВ-Центр,ТНТ, Муз-ТВ), с 2007 года программы холдинга остаются лишь на СТС и «Домашнем»; в 2007 году продана и закрыта телекомпания «Город».
С 2006 по 2014 год в Иркутске работает собственная радиостанция «АС Байкал ТВ» — АС FM.
В 2009 году «АС Байкал ТВ» завершает строительство новой собственной телебашни. Оттуда в тестовом режиме начинает работу система наземного цифрового вещания «АС Плюс».
В апреле 2010 года коллектив радиостанции «Хит FM Иркутск» на частоте «Хит FM» запустил собственную радиостанцию — «Радио Хит». В октябре она была переименована в «Радио MCM».
В 2012 году Иркутский ОРТПЦ начал трансляцию первого мультиплекса цифрового телевидения, а в 2015 году — второго пакета телеканалов.
В ноябре 2014 года в городе запустилась новая радиостанция с местным круглосуточным эфиром - Радио Fresh (106.4 FM). До этого на частоте 106.4 FM осуществлялось вещание радио АВТОС.
После 2019 года в связи с переходом телеканалов второго мультиплекса на цифровое вещание и их отказом от сетевого партнёрства, местное телевещание, в основном работавшее по сетевой модели, претерпело значительные изменения.
С 1 января 2020 года канал НТС прекратил ретрансляцию телеканала РЕН ТВ и перешёл на собственное круглосуточное вещание, в 2021 году канал получил статус обязательного общедоступного («22 кнопки») для кабельных операторов Иркутска. 
В июле 2020 прекращено региональное вещание на каналах СТС и Домашний, программы медиахолдинга «АС Байкал ТВ» остались только в эфире «Учебно-образовательного канала Иркутский национальный исследовательский технический университет, где они начали транслироваться ещё в 2018 году. Летом 2022 года прекратилось вещание 23 канала, на котором «Учебно-образовательный канал ИРНИТУ» ретранслировал федеральный канал Че, а телекомпания АИСТ отказалась от эфирного вещания.

## Радиостанции

### УКВ диапазон
- 73,76 МГц — Русское радио (Ангарск)

### FM диапазон
- 87,6 МГц — Русское радио
- 88,1 МГц — Маяк
- 88,5 МГц — Радио Вера
- 88,9 МГц — Наше радио
- 89,3 МГц — Радио МИР
- 89,8 МГц — Радио Звезда
- 90,3 МГц — Comedy Radio
- 90,7 МГц — Детское радио
- 91,1 МГц — Дорожное радио
- 91,5 МГц — Радио Комсомольская Правда
- 99,2 МГц — Вести FM
- 99,6 МГц — Вести FM (Ангарск)
- 100,3 МГц — Радио МИР (Ангарск)
- 100,9 МГц — Радио 7 на семи холмах
- 101,4 МГц — Хит FM (Ангарск)
- 102,1 МГц — Радио МСМ[6]
- 102,6 МГц — Новое радио
- 103,1 МГц — Радио Искатель
- 103,5 МГц — Радио Маяк (Ангарск)
- 103,8 МГц — Европа Плюс
- 104,2 МГц — Love Radio
- 104,6 МГц — Ретро FM
- 105,0 МГц — Радио России / ГТРК Иркутск
- 105,6 МГц — Радио Шансон
- 106,0 МГц — Юмор FM
- 106,4 МГц — Радио ENERGY
- 106,8 МГц — Радио Jazz (Ангарск)
- 107,1 МГц — Авторадио
- 107,5 МГц — Радио Дача
- 107,9 МГц — Радио России / ГТРК Иркутск (Ангарск)

## Телевидение

### Аналоговые и цифровые каналы
- Аналоговое вещание обязательных общедоступных телерадиоканалов в Иркутской области было отключено 3 июня 2019 года.

| ТВК | Название                       | Бывшие вещатели                                     | Частота    |
| --- | ------------------------------ | --------------------------------------------------- | ---------- |
| 6   | НТС                            | Рен тв, Дтв viasat, ТВС, НТВ.                       | 175,25 МГц |
| 21  | Солнце                         | Дисней, ТВ3, ТВ6, 5 канал, Домашний, СТВ, ТК город. | 471,25 МГц |
| 35  | Суббота                        | ТВ3, ТНТ, Рамблер, Пионер                           | 583,25 МГц |
| 38  | РТРС-1 цифровое вещание DVB-T2 |                                                     | 610 МГц    |
| 57  | РТРС-2 цифровое вещание DVB-T2 |                                                     | 762 МГц    |

### Цифровые эфирные каналы
все 20 каналов для мультиплекса РТРС-1 и РТРС-2; Пакет радиоканал, включает: Вести FМ, Радио Маяк, Радио России.
- Пакет телеканалов РТРС-1 (телевизионный канал 38, частота 610 МГц), включает: Первый канал, Россия-1 Иркутск, Матч ТВ, НТВ, Пятый канал, Россия К, Россия-24 Иркутск, Карусель, ОТР / телекомпании «АИСТ ТВ», ТВЦ.
- Пакет телеканалов РТРС-2 (телевизионный канал 57, частота 762 МГц), включает: РЕН ТВ, Спас, СТС, Домашний, ТВ-3, Пятница!, Звезда, Мир, ТНТ, Муз-ТВ.

### Кабельные телеканалы
- Общедоступные региональные телеканалы («21-й кнопка»): телекомпании «АИСТ ТВ».
- Общедоступные муниципальные телеканалы («22-й кнопка»): НТС («Новое Телевидение Сибири»).